# سخمه (لباس)
سُخمه (به کردی: سوخمه) یک بالاپوش سنتی زنان زاگرس‌نشین است که اکثراً زنان کُرد آن را می‌پوشند.

## سخمه کردی ایلام
سخمه کردی استان ایلام با سخمه استان کردستان تفاوت‌هایی دارد. سخمه ایلام بلند و به صورت کُت بدون آستین و جیب‌دار است. همچنین با یراق‌های زرد و طلایی و سکه‌های قدیمی از جنس طلا و نقره تزئین می‌شود. این لباس، جزء لباس‌های نو عروسان بوده‌است و سکه‌هایی که هدیه می‌گرفته‌است را به آن آویزان می‌کرده‌اند.
سخمه ایلامی از جنس مخمل است و در رنگ‌های قرمز لاکی، قرمز جگری، سُرمه‌ای و مشکی دوخته می‌شود که با توجه به سن و سلیقه از این رنگ‌ها استفاده می‌شود.

## ثبت ملی
سخمه با شماره ثبت ۲۷۰۳ به عنوان میراث ناملموس استان ایلام به ثبت رسید.